# Calceolaria lepida
Calceolaria lepida är en toffelblomsväxtart som beskrevs av Rodolfo Amando Philippi. Calceolaria lepida ingår i släktet toffelblommor, och familjen toffelblomsväxter. Inga underarter finns listade i Catalogue of Life.